# Вои
Во́и — древнерусский термин, использовавшийся для обозначения вооружённых формирований. 
По одной версии, слово «вои» обозначало непостоянное войско, набиравшиеся в случае необходимости сверх дружины; по другой — относился ко всем категориям воинов.

## Характеристика
Древнерусское войско было неоднородным по своему социальному составу. Его ядром была княжеская дружина, состоявшая из профессиональных воинов, для которых война являлась основным родом занятий. Основную массу составляли представители племенных общин, жители сёл и городов. Иногда войско усиливалось иностранными наёмниками.
Термин «вои» используется в ряде работ, рассматривающих военное дело Древней Руси, для обозначения состоящей из древнерусских жителей недружинной части войска. Однако, это не соответствует древнерусской терминологии: анализ письменных источников указывает на то, что данное понятие имело более широкое значение и могло относиться к разным категориям воинов.
Изначально недружинная часть войска набиралась князем из представителей восточнославянских догосударственных общностей. В летописях они обозначались под соответствующим племенным именем (поляне, древляне и так далее). Они были полностью подчинены князю и имели низкий статус по сравнению с дружиной. Так, характерны слова Мстислава Владимировича, сказанные им после Лиственской битвы, в которой он, возглавив северян, одержал победу над нанявшим варягов Ярославом:
|  | Мьстиславъ же с вечеру исполчивъ дружину, и постави Сѣверъ в чело противу Варягомъ, а сам ста с дружиною своею по крилома. И бывши нощи, бысть тма, молонья, и громъ, и дождь. И рече Мьстиславъ дружинѣ своей: «Поидемъ на не». И поиде Мьстиславъ, и Ярославъ противу собѣ, и сступися чело Сѣверъ с Варягы, и трудишася Варязи секуще Сѣверъ, и посемъ наступи Мстиславъ со дружиною своею и нача сѣчи варяги. И бысть сѣча силна, яко посвѣтяше молонья, блешашеться оружье, и бѣ гроза велика и сѣча силна и страшна. Видѣв же Ярославъ, яко побѣжаемъ есть, побѣже съ Якуномъ, княземь Варяжьскым, и Якунъ ту отбѣже луды златоѣ. Ярославъ же приде Новугороду, а Якунъ иде за море. Мьстиславъ же, о светъ заоутра, видѣвъ лежачитѣ сѣчены от своих Сѣверъ и Варягы Ярославлѣ, и рече: «Кто сему не радъ? Се лежить Сѣверянинъ, а се Варягъ, а дружина своя цѣла» |

К XI веку племенные вои исчезают по причине разложения племенной общины.
Городские вои выставлялись от города. В летописях они именовались сообразно названию их города (новгородцы, киевляне и так далее). Они имели более высокий статус, чем племенные вои, и обладали определённой долей самостоятельности по отношению к князю. Известны случаи, когда решение об участии горожан в походе принималось вечем (как в 1015 году, когда Ярослав Мудрый созвал вече, чтобы заручиться поддержкой новгородцев в походе на Святополка), когда горожане настаивали на ведении боевых действий (как в 1093 году, когда киевляне настояли на наступлении на половцев, вопреки желанию Владимира Мономаха и его дружины заключить мир, что привело к поражению на Стугне) или, наоборот, отказывались от них (как в 1097 году, когда жители Владимира Волынского отказались сражаться за своего князя Давыда). В 1068—1069, после поражения князей на Альте, киевляне
|  | прибѣгоша Кыеву, и створиша вѣче на торговищи, и рѣша, пославшеся ко князю: «Се Половци росулися по земли; даи, княже, оружье и кони, и еще бьемся с ними» |

В результате отказавший им Изяслав был свергнут, а вместо него поставлен Всеслав Брячиславич. Просьба горожан выдать им оружие и коней, возможно, свидетельствует о том, что в этом вопросе они были зависимы от князя.
Сельские жители также участвовали в походах, однако, имели более низкий статус, чем городские. Летопись сохранила сведения о том, сколько денег было выдано Ярославом Мудрым участникам похода на Святополка в 1016 году:
|  | Ярослав иде къ Кыеву, сѣде на столѣ отца своего Володимира; и абие нача вои свои дѣлитѣ, старостамъ по 10 гривенъ, а смердомъ по гривнѣ, а новгородцомъ по 10 гривенъ всѣмъ, и отпусти ихъ всѣх домовъ |

Существует мнение, что простонародные вои составляли главным образом пехоту, в отличие от преимущественно конной дружины. Однако источники свидетельствуют о том, что на Руси отсутствовала строгая военная специализация. Известны и случаи, когда конной была простонародная часть войска, и случаи, когда дружина сражалась пешей.

## Историография
Согласно С. М. Соловьёву, «воями» в летописях могла называться как простонародная часть войска, так и все воины в целом:
Кроме дружины войско составлялось также из жителей городов и сёл, набиравшихся по случаю похода: эти полки явственно отличаются от дружины под именем воинов (воев) в тесном смысле; так, читаем в рассказе о убиении святого Бориса: «Сказала ему отцовская дружина: „вот у тебя дружина отцовская и воины (вои)“». Другое место, из которого также виден двойственный состав княжеского войска, встречаем в рассказе о походе Владимира Ярославича на греков: «Прочие воины Владимира были выкинуты на берег, числом 6000, и хотели возвратиться в Русь, но не пошёл с ними никто из дружины княжеской». Но мы не должны ожидать от летописца постоянно резкого различия в названиях — дружина и вои: если он говорит, что князь взял с собою много воев из разных племён, то он не прибавит, что он взял с собою дружину и воев: подразумевается, что дружина должна идти с князем, и в таких случаях везде дружина включается в число воев; с другой стороны, от дружины не было производного дружинник, дружинники, и потому вместо этого производного употреблялось также вои; вои значило вообще все военные, вооружённые люди.
Для обозначения сельских и городских воев Соловьёв использует термин «земские полки». По его мнению, решение об их участии в военных действиях принималось горожанами на вече после того, как князь объявлял о походе. В походе участвовали мужчины: отцы со всеми взрослыми сыновьями, за исключением младшего из них, который оставался дома. Крестьяне подчинялись своим старостам; горожане разделялись на десятки и сотни, подчинявшиеся десятским и сотским, не имевшим, в отличие от сельских старост, отношения к общинной иерархии. Командование земскими полками осуществлял тысяцкий или воевода, назначавшийся князем из числа дружинников. В бою они располагались, как правило, в центре построения, тогда как дружина располагалась по флангам. После завершения войны, если она была наступательной, горожанам и крестьянам полагалась часть добычи.
По мнению Б. А. Рыбакова, летописные «вои» — это, в первую очередь, отличные от дружины простые воины. Они набирались из горожан, а в некоторых случаях — и из крестьян. Городские вои собирались после того, как князь заключал с вечем главного города договор («ряд»); в походе принимали участие разные категории населения: знать, купцы, ремесленники. Вместе с тем, Рыбаков отмечает, что в Галицкой летописи под «воями» подразумеваются исключительно конные дружинники, которые противопоставляются простонародным «пешцам».
По мнению И. Я. Фроянова, «вои» представляли собой народное ополчение, унаследованное от военной организации восточных славян. Составляя основную массу войска Киевской Руси, они играло главную роль в военных конфликтах. В XI—XII веках вои были как пешими, так и конными, по качеству вооружения почти не уступали дружине. В походах участвовали горожане и крестьяне, организованные в сотни по территориально-административному принципу, уходящему корнями в эпоху родо-племенного строя. Ополчение, по мнению Фроянова, имело собственное командование и обладало самостоятельностью по отношению к князю.
Схожей трактовки термина «вои» придерживался и ряд других авторов. Согласно Ю. В. Сухареву, «воями» назывались ополчения, в которые входили сельские и городские жители, а также дружины местных князей. Созывались по приказу великого князя, но имели собственное командование. Составляли основную массу пехоты и войска. Изначально ополчения были племенными и в письменных источниках они упоминаются под соответствующим племенным именем. Впоследствии, в результате феодализации и распада общины, на смену племенным ополчениям приходят городские: с первой трети XI века племенные ополчения перестают упоминаться. Согласно В. А. Волкову, «вои», или «рубленная рать» — это воины, выставлявшиеся городом или княжеством на срок, определённый вечем. Мобилизацию («нарубание» или «разруб») осуществляли городские «старцы», командование — воеводы ополчения и тысяцкий. Часть ополченцев могла быть конной, большинство — пешими. Жалования они не получали, но могли претендовать на часть добычи. Впоследствии ополчения эволюционируют в посошную рать.
П. В. Лукин, на основе анализа древнерусских письменных источников, показывает, что понятие «вои» могло употребляться по отношению к различным категориям воинов: к дружине, всему войску, части войска, наёмникам, а также к недружинной части войска, собираемой в случае необходимости, для обозначения которой Лукин использует условный термин «собственно вои». «Собственно вои» состояли из воинов, выставлявшихся от племенных общин и от городов. Племенные вои были подчинены князю и, вероятно, набирались принудительно. Они исчезают в конце X — начале XI века, в результате распада восточнославянских племенных общин. Городские вои, позднее известные как городовые полки, имели более привилегированное положение: в некоторых случаях они могли проявлять самостоятельность в военно-политических вопросах, однако, степень этой самостоятельности определялась политической конъюнктурой. В летописях упоминаются случаи, когда князь вынужден прислушиваться к их мнению. В походах участвовали достаточно обеспеченные горожане, составлявшие основу веча. Военное руководство ими осуществлял назначаемый князем боярин или дружинник; согласно Лукину, нет никаких признаков того, что у городских полков было собственное командование. Сельские жители не входили в число городских воев и участвовали в войнах в качестве непривилегированной вспомогательной категории.
Предложенная Лукиным трактовка термина «вои» нашла поддержку среди ряда исследователей. А. В. Быков подчёркивает, что из 48 упоминаний «воев» в Новгородской первой летописи младшего извода, в 35 случаях речь идёт о княжеских воинах, в 15 — об иностранцах и лишь в 9 — о новгородцах или словенах (некоторые из этих упоминаний относятся сразу к нескольким категориям воинов), что подтверждает обобщающий характер данного понятия. В. В. Долгов хотя и критикует подход Лукина, согласен с его трактовкой термина «вои».